# Carl Christian Hall

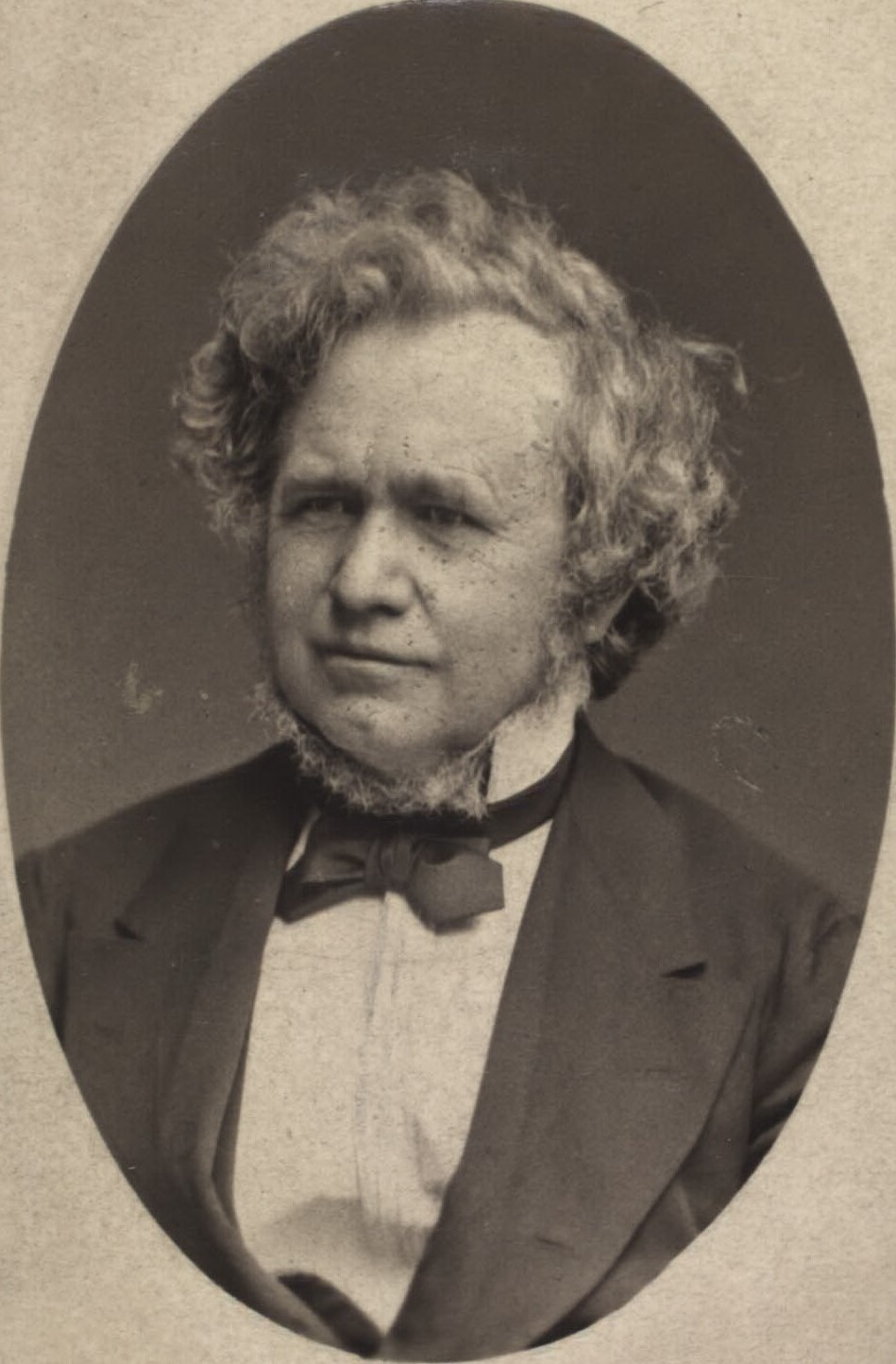
Carl Christian Hall.

Carl Christian Hall (Christianshavn, 25 februari 1812 - Frederiksberg, 14 augustus 1888) was een Deens jurist en staatsman.

## Levensloop
Carl Christian Hall was de zoon van de gerespecteerde kolonel Mads Hall. Van 1829 tot 1833 studeerde hij rechten en de jaren daarna reisde hij door Duitsland, Zwitserland, Italië en het Verenigd Koninkrijk. Kort na zijn terugkeer in Denemarken werd hij in 1839 benoemd tot juridisch auditeur in het leger en in 1847 werd hij tevens docent rechten aan de Universiteit van Kopenhagen.
In 1848 werd hij verkozen in de laatste Standenvergadering van Denemarken, alvorens hij van 1849 tot 1881 in de Folketing zetelde. Door zijn redenaarstalent en energie groeide hij al snel uit tot een leider van de nationaal-liberale partij. In 1852 verwierf hij het ambt van algemeen auditeur in het leger, een functie die hij verloor vanwege zijn oppositie tegen de regering van Anders Sandøe Ørsted. De door hem geëiste brief met het antwoord op de rede van koning Frederik VII bij de opening van het parlement, leidde in oktober 1854 tot de val van deze regering. In de daaropvolgende regering van Peter Georg Bang werd Hall op 12 december 1854 minister van Onderwijs en Geloofszaken, wat hij bleef tot en met 6 mei 1859. In oktober 1855 werd hij tevens benoemd tot lid van de Staatsraad en in januari 1856 verkoos de Folketing hem in de Rijksraad. In februari 1856 was hij bovendien interim-minister voor geloofszaken in Sleeswijk-Holstein.
Op 13 mei 1857 volgde hij Carl Christoffer Georg Andræ op als voorzitter van de ministerraad, een functie die hij combineerde met Onderwijs en Geloofszaken. Op 6 mei 1859 nam hij ontslag als minister van Onderwijs en Geloofszaken en werd hij minister van Buitenlandse Zaken, een functie die hij vanaf 10 juli 1858 ad interim had uitgeoefend. 
Op 2 december 1859 viel zijn eerste kabinet, nadat het ontslag van kamerheer Berling was geëist. Niettemin werd hij op 24 februari 1860 opnieuw voorzitter van de ministerraad en minister van Buitenlandse Zaken, met een ietwat aangepast kabinet. Hall onderschreef de politiek van de nationaal-liberale partij, die erop gericht was om Sleeswijk-Holstein volledig in Denemarken te integreren. Dat gebeurde in de Grondwet van 1863, nadat hij de grootmachten daarvan met heel wat ijver wist te overtuigen. Dit leidde echter tot een conflict met de Duitse Bond, waarna Hall op 24 december 1863 het ontslag van zijn regering indiende. Van 28 mei 1870 tot 14 juli 1874 was hij nogmaals minister van Geloofszaken in het kabinet van Ludvig Holstein-Holsteinborg. 
In 1881 trok Carl Christian Hall zich volledig terug uit de politiek. Twee jaar eerder had hij een beroerte gekregen, waarna hij voor de rest van zijn leven aan zijn bed was gekluisterd.
- Gemeinsame Normdatei: 120393840
- International Standard Name Identifier: 0000 0000 2315 4791
- SNAC: w6pm13g4
- Virtual International Authority File: 47591268
- WorldCat: E39PBJrgJyhfy3fMDRpbHTy68C